# Schwarzmaskenguan

Verbreitungsgebiet des Schwarzmaskenguan

Der Schwarzmaskenguan (Pipile jacutinga), Syn. Penelope jacutinga; Aburria jacutinga ist eine Vogelart aus der Familie der Hokkohühner (Cracidae).
Die Art wurde früher als konspezifisch mit dem Rotkehlguan (P. cujubi) angesehen.
Der Vogel kommt in der Selva de la Serra do Mar (dem Küstenwald entlang der Serra do Mar) im Osten Brasiliens (Minas Gerais) bis Paraguay und Nordosten Argentiniens vor.
Der Lebensraum umfasst Wälder verschiedener Art einschließlich Immergrüner-, Galerie- und Küstenwald bis 1000, seltener bis 1850 m Höhe.

## Merkmale
Die Art ist 63–74 cm groß und wiegt 1100–1400 g. Dieser große und überwiegend schwarze Guan mit großem weißem Flügelfleck ist der einzige Vertreter dieser Gattung mit schwarzer Stirn und heller unbefiederter Gesichtshaut, die nur einen breiten Augenring bildet. Kopfkappe und Nacken sind weiß, manchmal wird ein weißer Kamm aufgestellt. Die schwarzen Federspitzen der Flügeldecken ergeben ein charakteristisches Muster des Flügelfleckes. Kinn und Kehle sind durchgehend befiedert, der große Kehllappen ist rot und blau, der Schnabel blass blau mit schwarzer Spitze. Der Vogel erinnert an einen schlanken Truthahn, der sich meist auf Bäumen aufhält und Früchte verzehrt.
Die Geschlechter unterscheiden sich nicht. Jungvögel sehen wie Altvögel aus.

## Geografische Variation
Die Art ist monotypisch.

## Stimme
Die Lautäußerungen werden als Flügelschlagen in der Morgen- und Abenddämmerung beschrieben, ziemlich gleich wie bei anderen Vertretern dieser Gattung, sowie als klagendes, abfallendes Pfeifen ähnlich dem der Flammenkopfbekarde (Oxyruncus cristatus).

## Lebensweise
Die Art ist vermutlich ein Standvogel, allerdings finden je nach Verfügbarkeit der Nahrung Höhenwanderungen statt.
Die Nahrung besteht hauptsächlich aus Früchten wie Palmherzen, wilde Feigen und ähnliche. Teilweise werden Samen unverdaut ausgeschieden, so dass die Art zur Verbreitung der Pflanzen beiträgt. Hinzu kommen Pflanzensamen und gelegentlich auch Insekten sowie Weichtiere. Die Nahrungssuche erfolgt einzeln, paarweise oder in kleinen Gruppen, meistens in den Bäumen, nur gelegentlich am Boden bei abgefallenen Früchten.
Das Nest ist eine Plattform aus Zweigen und Hölzern in einer Astgabel wenige Meter über dem Boden. Das Gelege besteht aus 2–4 weißen Eiern, die über etwa 28 Tage fast ausschließlich vom Weibchen ausgebrütet werden.

## Etymologie und Forschungsgeschichte
Die Erstbeschreibung des Schwarzmaskenguans erfolgte 1825 durch Johann Baptist von Spix unter dem wissenschaftlichen Namen Penelope jacutinga. Das Typusexemplar stammte aus dem Bundesstaat Bahia. 1856 führte Charles Lucien Jules Laurent Bonaparte die neue Gattung Pipile für den Trinidadguan (Pipile pipile (Jacquin, 1784)) ein. Dieser Begriff hat seinen Ursprung in lateinisch pipilare  pipare ‚pfeifen, piepsen‘. Der Artname jacutinga stammt aus der Tupí-Sprache. Dort bedeutet Jacú tinga so viel wie Weißes Geflügel für einen Guan. Alfred Laubmann hatte für sein Werk Die Vögel von Paraguay keinen Bag zur Verfügung. In der Literatur sah er z. B. in Caaguazú und General Caballero durch Tommaso Salvadori sowie am Rio Monday und Río Acaray und am Oberlauf des Río Paraná durch Arnaldo de Winkelried Bertoni Nachweise für das Land. Enrique Lynch Arribálzaga fasste diese Orte in seiner Publikation nur zusammen. Außerdem erwähnte Laubmann Yacú del yacú-apétil von Félix de Azara.

## Gefährdungssituation
Der Bestand gilt als stark gefährdet (Endangered) aufgrund von Bejagung und Habitatverlustes.